# 阿克曼冰原島峰
82°41′S 47°45′W / 82.683°S 47.750°W
阿克曼冰原島峰（英語：Ackerman Nunatak）是南極洲的冰原島峰，位於伊利沙伯女皇地，處於巴特勒岩東南面10公里，屬於福里斯特爾山脈的一部分，海拔高度655米，美國地質調查局根據測量和該國海軍的空中照片繪入地圖，現時由南極條約體系管理。